# فوق الخط (صنع الأفلام)
فوق الخط هو مصطلح يستخدم للإشارة إلى الأفراد الذين يدخلون في التوجيه والتأثير على الإخراج الإبداعي ومنحى سيره وعملية الإعداد وراوي السيناريو الخاص بفيلم ما فضلًا عن غيرها من نفقات مرحلة إعداد الفيلم المتعلقة التي تُنفَق بالفعل أو يُتَّفق على إنفاقها قبل البدء بالتصوير، وتشمل شراء حقوق استغلال القصة أو الرواية أو الفكرة التي ينطلق منها سيناريو الفيلم. ومن ضمن من تشملهم كلًا من كاتب السيناريو والمخرج والمنتج والممثلين. وغالبًا ما تشكّل مصروفات مرحلة التحضير الجزءَ الأكبر من الميزانية الكلّية للفيلم.
بالأصل، المصطلح بالإنجليزية مستمَدّ من الصورة القديمة لقائمة بنود ميزانية الفيلم، التي كانت تتضمَّن بالفعل خطًا سميكًا يَفصل بين بنود ومصروفات المرحلتَين، فيمثّل ما فوق الخط نفقات مرحلة التحضير، بينما يمثّل ما تحت الخط نفقات مرحلة تصوير الفيلم وإعداده للعرض.